# Burien
Burien – miasto w Stanach Zjednoczonych, w stanie Waszyngton, w hrabstwie King.